# 2631 Zhejiang
2631 Zhejiang è un asteroide della fascia principale. Scoperto nel 1980, presenta un'orbita caratterizzata da un semiasse maggiore pari a 2,8019385 UA e da un'eccentricità di 0,1589626, inclinata di 9,58161° rispetto all'eclittica.
Stanti i suoi parametri orbitali, è considerato un membro della famiglia Gefion di asteroidi.